# Wildflower (film 1914)
Wildflower è un film muto del 1914 diretto da Allan Dwan. È il debutto sullo schermo di Marguerite Clark, un'attrice teatrale che diventò una star del cinema muto.

## Trama
Letty Roberts, una semplice ragazza di campagna soprannominata Wildflower, incontra il ricco Arnold Boyd, stanco della vita di città. Arnold ritiene che Letty sia solo una giovane donna affascinante mentre suo fratello Gerald, un donnaiolo, è attratto dalla ragazza e fugge con lei. I due si sposano ma, dopo la cerimonia, sopraggiunge Arnold che ingaggia una lotta con il fratello. Poi, se ne va con Letty che porta con sé a New York, nella casa di famiglia. Qui, per non rovinare la reputazione della ragazza, la presenta come se fosse sua moglie. Neppure i genitori di Letty sanno chi dei due fratelli abbia effettivamente sposato la figlia.
Nella residenza dei Boyd, Letty si trova a doversi confrontare con una diversa visione della realtà: via dal suo mondo idilliaco, apre gli occhi su un universo che non conosce. Capisce anche che Arnold non è l'uomo duro e indifferente che lei credeva e si scopre innamorata di lui. Gerald, infatti, che tanto l'aveva affascinata, le ha rivelato la sua vera natura e Letty, allora, sceglie di dividere il suo destino con Arnold.

## Produzione
Il film fu prodotto nel 1914 dalla Famous Players Film Company.

## Distribuzione
Distribuito dalla Paramount Pictures, il film uscì nelle sale statunitensi il 15 ottobre 1914. Nel 1918, fu ridistribuito dalla Famous Players-Lasky Corporation, uscendo in sala l'8 settembre. Attualmente, la pellicola viene considerata perduta.

### Date di uscita
IMDb
- USA	15 ottobre 1914
- USA	8 settembre 1918	 (riedizione)